# ستيفن لونش (لاعب كريكت)
ستيفن لونش (18 فبراير 1976 بأوكلاند في نيوزيلندا - ) (بالإنجليزية: Stephen Lynch)‏ هو لاعب كريكت نيوزلندي. لعب مع فريق أوكلاند للكريكت ‏.